# Littlest Pet Shop (série télévisée d'animation, 2012)
Ne doit pas être confondu avec Rock amis.
Rock amis Littlest Petshop : Un monde à nous !
Littlest Pet Shop est une série télévisée d'animation américano-canadienne créée par Tim Cahill et Julie McNally Cahill, et diffusée du 9 décembre 2012 au 4 juin 2016 sur The Hub, et au Canada à partir de février 2014 sur YTV.
En France, la série est diffusée à partir du 20 mars 2013 sur TiJi, puis sur Gulli.

## Synopsis
Quand Blythe Baxter déménage au dessus du Littlest Pet Shop, une animalerie, avec son père, Roger, elle fait la connaissance des sept animaux de la boutique : Zoé Trent, la chienne chanteuse, Pepper Clark, la mouffette comédienne, Minka Mark, le singe artiste, Penny Ling le panda gymnaste au ruban, Vinnie Terrio, le lézard danseur, Sunil Nevla la mangouste magicienne et Russell Ferguson le hérisson surdoué. Elle découvre ainsi qu'elle comprend ce que disent les animaux et qu'elle peut communiquer avec eux.

## Fiche technique
- Titre original et français : Littlest Pet Shop (litt. « Le plus petit magasin d'animaux de compagnie »)
- Création : Tim Cahill, Julie McNally Cahill
- Réalisation : Joel Dickie, Dallas Parker
- Musique : Steffan Andrews, Daniel Ingram
- Production : Chantal Hennessey
- Société de production : DHX Media, Hasbro Studios
- Pays : États-Unis / Canada
- Langue : anglais
- Format : couleur - 35 mm - 1,33:1 - son mono
- Nombre d'épisodes : 104 (4 saisons)
- Durée : 22 min.
- Dates de première diffusion :  États-Unis : 9 décembre 2012 ;  France : 20 mars 2013

## Distribution

### Voix originales
- Ashleigh Ball : Blythe Baxter / Alice / Lemonface / Shea-butter / Mitzi
- Samuel Vincent : Russell Ferguson / Fisher Biskit / Josh Sharp / Bernard Solid / Mr. Nevla / Capitaine Cuddles
- Peter New : Sunil Nevla / François / Monban / Principal Morris / Mr. Coyfield / Whiskers / John Trent / Digby
- Tabitha St. Germain : Pepper Clark / Gail Trent / Delilah Barnsley / Jun Ling / Tante Mo Baxter / Clarissa Trent / McKenna
- Kyle Rideout : Vinnie Terrio / Igor Phosokhov / Goblins
- Kira Tozer : Minka Mark / Sue Patterson / Tante Christie
- Nicole Oliver : Zoé Trent / Mère d'Alice / Karina Ivanov
- Kylee Epp : Zoé Trent (chant)
- Jocelyne Loewen : Penny Ling / Meow-Meow
- Laura Hastings : Penny Ling (chant)
- Kathleen Barr : Anna Twombly / Jasper / Fleur Le Moose
- Shannon Chan-Kent : Brittany Biskit / Whittany Biskit / Youngmee / Eliza Biskit / Madison
- Michael Kopsa : Roger Baxter
- Cathy Weseluck : Buttercream Sundae / Ling Jun
- Kelly Metzger : Sugar Sprinkles / Kora Dixon

### Voix françaises
- Delphine Chauvier : Blythe Baxter
- Olivier Cuvellier : Roger Baxter
- Alessandro Bevilacqua : Russell Ferguson
- Nathalie Stas : Zoé Trent
- Valérie Lecot : Minka Mark
- Christa Jérôme : Pepper Clark / Felina Meow
- Marie Dubled : Penny Ling / Alice
- Alexis Flamant : Sunil Nevla
- Pablo Herstens : Vinnie Terrio
- Mélanie Dermont : Brittany Biskit / Whittany Biskit
- Fabienne Loriaux : Anna Twombly
- Nancy Philippot : Youngmee (saisons 1 à 3)
- Aurélien Ringelheim : Jasper / Fisher Biskit (sauf chant)
- Sophie Frison : Sue Patterson
- Grégory Praet : Josh Sharp / Jason 1 / Princesse Stori
- Léonor Bailleul : Madison / Stéphanie
- Jennifer Baré : Robinnia Amster / Judi Jo Jamenson / Philippa / Fleur Le Moose
- Nathalie Hons : Sophie
- Monia Douleb : Mona Automn
- Manon Hanseeuw : Delilah
- Marcha Van Boven : Kora et Lola
- Marie Van Ermengen : Buttercream Sundae / McKenna / Sallyhairspray
- Marie-Line Landerwyn : Cachemire / Velvet
- Pascal Gruselle : François
- Michel Hinderickx : François (saison 4) / Mr. Barich / Fuzzi / Mary Frances / Olivier St Olivier / Sam U.L
- Romain Barbieux : Backus / Christopher Lyedecker
- Frédérique Schürmann : Sugar Sprinkles
- Annaïg Bouguet : Fury Fury / Peachie / Zaper Woman
- Fanny Dreiss : Fluffy Ligthning / Poppy
- Gauthier de Fauconval : Weasel
- Fred Meaux : Wiggles
- Simon Duprès : Master Hop
- Jean-Paul Landresse : Speedy
- Carine Seront : Lorraine Biskit / Announcer
- Fabian Finkels : Mr. Stuffinpoof / Mr. Petrus

version française
- Traduction / Adaptation : Timecode
- Direction artistique : Marie-Line Landerwyn
- Ingénieur du son : Denis Portal
- Production : Celine Estier

## Épisodes

### Saison 1 (2012-2013)
| №  | Titre français                     | Titre original                | Prémiere | Prémiere en France |
| -- | ---------------------------------- | ----------------------------- | -------- | ------------------ |
| 1  | Bienvenue Blythe                   | Blythe's Big Adventure Part 1 | 2012     | 2013               |
| 2  | Le défilé                          | Blythe's Big Adventure Part 2 |          |                    |
| 3  | Artistes en herbe                  | Bad hair day                  |          |                    |
| 4  | La grande évasion                  | Gailbreak !                   |          |                    |
| 5  | Le nouveau style de Pepper         | Penny for your laughs         |          |                    |
| 6  | Une drôle de tenue                 | Mean isn't your color         |          |                    |
| 7  | Russell le rabat-joie              | Russell up some fun           |          |                    |
| 8  | Coup de fourdre                    | Blythe's Crush                |          |                    |
| 9  | Coincées                           | Dumb Dumbwaiter               |          |                    |
| 10 | Madame Pom                         | Eve of destruction            |          |                    |
| 11 | Sous couverture                    | Books and covers              |          |                    |
| 12 | Danse avec les lézards             | So you skink you can dance    |          |                    |
| 13 | Sunil, star de l'écran             | Lights, Camera, Mongoose !    |          |                    |
| 14 | Russell à l'école                  | Trading places                |          |                    |
| 15 | Aux petits délices                 | Topped with Buttercream       |          |                    |
| 16 | Des bonbons par camion             | Sweet (Truck) Ride            |          |                    |
| 17 | Papounet et Blythounette           | Helicopter Dad                |          |                    |
| 18 | Gâteau surprise                    | What's in the batter          |          |                    |
| 19 | Communication brouillée            | What did you say ?            |          |                    |
| 20 | Le concours de pâtisserie          | Bakers and fakers             |          |                    |
| 21 | Caniches et couronnes              | Terriers and Tiaras           |          |                    |
| 22 | Bonne chance                       | Lotsa luck                    |          |                    |
| 23 | Le loup-garou du Littlest Pet Shop | Door-Jammed                   |          |                    |
| 24 | Mon ennemie chérie                 | Frenemies                     |          |                    |
| 25 | La tanière de Shivers              | Blythe's Pet Project          |          |                    |
| 26 | Tu vas nous manquer !              | Summertime Blues              |          |                    |

### Saison 2 (2013-2014)
| №  | #  | Titre français                         | Titre original                     |
| -- | -- | -------------------------------------- | ---------------------------------- |
| 27 | 1  | Visites surprises                      | Missing Blythe                     |
| 28 | 2  | La folie des chapeaux-nids             | The nest hats craze !              |
| 3  | 3  | La soirée pyjama                       | Eight arms to hold you             |
| 4  | 4  | A vos parcs, prêts, partez !           | Hearts of parkness                 |
| 5  | 5  | Croquettes craquantes                  | Pawlm reading                      |
| 6  | 6  | Le trésor d'Henrietta Twombly          | The treasure of Henrietta Twombly  |
| 7  | 7  | La mangouste angoissée                 | What, Meme, Worry ?                |
| 8  | 8  | Le grand défilé à plumes               | The Big, Feathered Parade          |
| 9  | 9  | Une visite historique                  | A day at the Museum                |
| 10 | 10 | Mona Automne                           | Alligators and handbags            |
| 11 | 11 | Les stars de la pub                    | Commercial Success                 |
| 12 | 12 | Une histoire intéressante              | So interesting                     |
| 13 | 13 | Le Pet-jet                             | Blythe's Big idea                  |
| 14 | 14 | Coup de fourdre à Paris                | To Paris with Zoe                  |
| 15 | 15 | El Cobra Cabra                         | Super Sunil                        |
| 16 | 16 | Le relooking                           | Sweet Pepper                       |
| 17 | 17 | En famille à Shanghai                  | Shanghai Hi-jinks                  |
| 18 | 18 | Qui suis-je ?                          | Grounded                           |
| 19 | 19 | Deux pour le prix d'une                | Inside job                         |
| 20 | 20 | En route pour Rio !                    | Plane it on Rio !                  |
| 21 | 21 | Le mini Bigfoot                        | Littlest Bigfoot                   |
| 22 | 22 | Sunil est malade                       | Sunil's Sick Day                   |
| 23 | 23 | Qui s'y frotte s'y pique               | The hedgehog in the plastic bubble |
| 24 | 24 | Au bout de nos rêves                   | Standup Stinker                    |
| 25 | 25 | Cauchemar à l'Expo ! (Première partie) | The Expo factor ! (Part 1)         |
| 26 | 26 | Cauchemar à l'Expo ! (Deuxième partie) | The Expo Factor ! (Part 2)         |

### Saison 3 (2014-2015)
| №  | #  | Titre français                                    | Titre original                                  |
| -- | -- | ------------------------------------------------- | ----------------------------------------------- |
| 1  | 1  | Le dormeur                                        | Sleeper                                         |
| 2  | 2  | Le Littlest Pet Shop contre les aliens            | War of the weirds                               |
| 3  | 3  | Une assistante en or                              | Some assistance required                        |
| 4  | 4  | Le cupidon mystère                                | Secret cuped                                    |
| 5  | 5  | Les hamsters justiciers                           | Hamster Hoods                                   |
| 6  | 6  | Le furet venu d'ailleurs                          | Tongue Tied                                     |
| 7  | 7  | La terreur de la jungle                           | What's so scary about the jungle ? Everything ! |
| 8  | 8  | Jumelles chinchillas pour jumelle qui s'y croient | Two pets for two pests                          |
| 9  | 9  | Querelles de famille                              | Feud for thought                                |
| 10 | 10 | Le poisson qui rêvait d'aventure                  | Fish out of water                               |
| 11 | 11 | Les petits boucs                                  | If the shoe fits                                |
| 12 | 12 | Le mini Littlest Pet Shop                         | The very Littlest Pet Shop                      |
| 13 | 13 | Les friandises de Youngmee                        | The secret recipe                               |
| 14 | 14 | Pour quelques cadeaux en plus                     | Winter wonder wa...?                            |
| 15 | 15 | Sous la neige                                     | Snow Stormin'                                   |
| 16 | 16 | Hérisson sur cour                                 | Back Window                                     |
| 17 | 17 | Le chat qui voulait tout savoir                   | Room enough                                     |
| 18 | 18 | Huit pattes velues et un cœur d'or                | Why cant's we be friends ?                      |
| 19 | 19 | Un casque étonnant                                | Pet sounds                                      |
| 20 | 20 | Ma sœur et moi                                    | The sister story                                |
| 21 | 21 | Le complot de Fisher Biskit                       | A night at the Pawza                            |
| 22 | 22 | Fier comme un… paon ?                             | Pround as a… Peacock ?                          |
| 23 | 23 | Un discours, un discours !                        | Sue syndrome                                    |
| 24 | 24 | Le jour de la marmotte                            | In the loop                                     |
| 25 | 25 | Le défi de Blythe                                 | It's the Pet Fest ! Part 1                      |
| 26 | 26 | Un festival au poil                               | It's the Pet Fest ! Part 2                      |

### Saison 4 (2015-2016)
| №  | #  | Titre français                        | Titre original                          |
| -- | -- | ------------------------------------- | --------------------------------------- |
| 1  | 1  | La tortue qui en savait trop          | The tortoise and the heir               |
| 2  | 2  | Chat-capella                          | Pitch Purrfect                          |
| 3  | 3  | Ivan le terrible                      | Ivan the terrific                       |
| 4  | 4  | Sieste au soleil                      | Senoir day                              |
| 5  | 5  | La petite animalerie des horreurs     | Littlest Pet Shop of Horrors            |
| 6  | 6  | Les chevaliers de l'écuelle ronde     | Game of Groans                          |
| 7  | 7  | Pour une minute de célébrité          | The tiniest animal store                |
| 8  | 8  | Trop c'est trop                       | Spendthrifty                            |
| 9  | 9  | Droit de véto                         | Un-vetted                               |
| 10 | 10 | Le panda fait des pompes              | Pump up the panda                       |
| 11 | 11 | Le meilleur tailleur                  | Snipmates                               |
| 12 | 12 | Rongées par la culpabilité            | Guilt tripping                          |
| 13 | 13 | La pièce de théâtre                   | Petnapped !                             |
| 14 | 14 | Le café Maîtres et Bébêtes            | Steamed                                 |
| 15 | 15 | Trois filles et un podcast            | Two peas in a podcast                   |
| 16 | 16 | Barron Vinnie                         | Go figure !                             |
| 17 | 17 | Biskit pour chien                     | A doggie Biskit                         |
| 18 | 18 | Le sourire immense                    | It's a happy, happy, happy, happy world |
| 19 | 19 | L'écurie de Buttercream               | Race team : Buttercream                 |
| 20 | 20 | Filles contre garçons                 | On the same page                        |
| 21 | 21 | Tout un portrait                      | Paint a picture, it lasts longer        |
| 22 | 22 | Le dieu des fourneaux                 | Bake it 'Til you make it                |
| 23 | 23 | Comédie musicale                      | LPS : The Moosical                      |
| 24 | 24 | Penny Ling voit rouge                 | Seeing Red                              |
| 25 | 25 | Une grande première (Première partie) | Littlest Pet Street (Part 1)            |
| 26 | 26 | Une grande première (Deuxième partie) | Littlest Pet Street (Part 2)            |

### Courts Métrages
| №  | #  | Titre français              | Titre original           |
| -- | -- | --------------------------- | ------------------------ |
| 1  | 1  | Ca bouge chez les geckos    | Tail-Rave-Ium            |
| 2  | 2  | Les Dames du LPS            | The Ladies of LPS        |
| 3  | 3  | Du rififi dans l'animalerie | Littlest Pet Peeves      |
| 4  | 4  | Eau de Pepper               | Eau de Pepper            |
| 5  | 5  | Le plat du jour             | Where'd the Escargot?    |
| 6  | 6  | Une vie de gâteau           | Life of Cake             |
| 7  | 7  | Pense fabuleuse             | The Fire Hydrant Song    |
| 8  | 8  | Sieste agitée               | Naptime's a Ball         |
| 9  | 9  | Court métrage non doublé    | Just Not Into It         |
| 10 | 10 | La chasse au singe          | Monkey Chase             |
| 11 | 11 | Court Métrage non doublé    | The Biggity-Big Dog Show |
| 12 | 12 | Court Métrage non doublé    | Sour Puss                |
| 13 | 13 | Court Métrage non doublé    | So Like Bored            |
| 14 | 14 | Court Métrage non doublé    | OmmmMG                   |
| 15 | 15 | Court Métrage non doublé    | What's Next ?            |

## Autour de la série
- La série accompagne la troisième génération de la gamme de jouet du même nom, commercialisée par Hasbro.
- Une première série d'animation a été produite en 1995 sous le nom "Rock amis" en version française.
- Une autre série, succédant à celle-ci, est intitulée "Littlest Petshop : Un monde à nous !".